# Michał IV Paflagończyk
Michał IV Paflagończyk (ur. 1010, zm. 10 grudnia 1041) – cesarz bizantyjski od 11 kwietnia 1034, drugi mąż cesarzowej Zoe (współrządzili razem).
Michał pochodził z paflagońskiej rodziny chłopskiej. Jego starszy brat – Jan Eunuch został jednak zarządcą kobiecej części pałacu cesarskiego i przedstawił swojego brata na dworze. Cesarzowa Zoe bardzo polubiła swojego nowego szambelana i oboje otruli podobno jej pierwszego męża – Romana III. Niedługo po tym jak Zoe została wdową, poślubiła Michała 11 kwietnia 1034, a ten współrządził z nią cesarstwem aż do swojej śmierci. 
Krótko przed swoją śmiercią, Michał IV nadał swojemu siostrzeńcowi przyszłemu Michałowi V tytuł cezara i adoptował go razem z Zoe. Po buncie Bułgarów i rozgromieniu ich przez Michała, wracał on do Konstantynopola, aby odbyć triumf, ale niespodziewanie zachorował i zmarł po drodze.